# نارینگنین
نارینگنین (انگلیسی: Naringenin) یا نارینژنین نوعی فلاوانون از گروه پلی‌فنول‌ها است که معمولاً در مرکبات یافت می‌شود و ترکیب اصلی فلاوانونی در گریپ‌فروت است.
پژوهش‌ها نشان می‌دهند که نارینژنین فعالیت‌های بیولوژیک متعددی، از جمله خواص ضدالتهابی، آنتی‌اکسیدانی و ترمیم‌کنندگی پوست دارد. همچنین این ماده به عنوان یک ترکیب آرایشی و بهداشتی و همچنین مکمل غذایی مورد استفاده قرار می‌گیرد.

## ساختار
نارینگنین ساختاری شبیه به سایر فلاوانون‌ها دارد با سه گروه هیدروکسیل در کربن‌های ۴′، ۵ و ۷. این ماده هم به شکل آزاد (نارینگنین) و هم به شکل گلیکوزیدی خود (نارینگین) که دارای دی‌ساکارید نئوهلس پریودوس متصل با پیوند گلیکوزیدی به کربن شماره ۷ است، یافت می‌شود. مانند اکثر فلاوانون‌ها، نارینژنین دارای یک مرکز کایرال در کربن ۲ است.